# Republik Kliprivier
Die Republik Kliprivier (Niederländisch: Republiek van Kliprivier) war eine 1847 gegründete, nur kurzzeitig existierende Burenrepublik in der heutigen südafrikanischen Provinz KwaZulu-Natal. Sie lag im Gebiet der späteren Stadt Ladysmith und war nach dem Fluss Kliprivier benannt, der das Gebiet durchfließt.
Mitte der 1840er Jahre lebten nur noch wenige Buren in Natal. Die meisten Buren hatten das Gebiet nach der Annexion der Republik Natalia durch das Vereinigte Königreich im Jahr 1843 Richtung Highveld verlassen. Am 7. Januar 1847 schlossen Highveld-Buren einen Vertrag mit dem Zulukönig Mpande, so dass zwischen dem Tugela und dem Buffalo die Republiek van Kliprivier gegründet werden konnte. Staatsoberhaupt war Andreas Theodorus Spies. Der Vertrag verstieß jedoch gegen ein Abkommen, das Mpande 1843 mit den Briten zwecks Festlegung der Grenze zwischen Natal und Zululand geschlossen hatte. Die Republik wurde in der Folge 1848 von Großbritannien annektiert. Der Gouverneur der Kapkolonie, Sir Harry Smith versicherte den Bürgern Schutz. 1850 wurde die bestehende Siedlung als „Ladysmith“ zur Stadt erhoben. Spies gründete 1853 die Republik Utrecht, die 1860 in der Südafrikanischen Republik aufging.